# Такаши Оно (гимнастичар)
Такаши Оно (Акита, 26. јул 1931) је бивши јапански гимнастичар. Учествовао је на Олимпијским играма 1952, 1956, 1960. и 1964. године и освојио пет златних, четири сребрне и четири бронзане медаље. Оно је био носилац заставе Јапана на Олимпијским играма 1960. и положио олимпијску заклетву на Играма 1964. године. Године 1998. примљен је у Међународну гимнастичку кућу славних.

## Породица
Године 1958, Оно се оженио Кијоко Оно, олимпијском гимнастичарком. Имају два сина и три кћери; прво двоје деце рођено је између 1961. и 1963. године док су се оба родитеља активно такмичила.